# Solpugema broadleyi
Espèce
Solpugema broadleyi est une espèce de solifuges de la famille des Solpugidae.

## Distribution
Cette espèce est endémique du Zimbabwe. Elle se rencontre dans les monts Chimanimani

## Publication originale
- Lawrence, 1965 : Some new or little known Solifugae from Southern Africa. Proceedings of the Zoological Society of London, vol. 144, p. 47-59.